# يوتو ساشينامي
يوتو ساشينامي (باليابانية: 差波 優人) (28 يونيو 1993 في محافظة آوموري في اليابان – )؛ هو لاعب كرة قدم كان يلعب كلاعب وسط.

## وصلات خارجية
- يوتو ساشينامي على موقع رابطة كرة القدم اليابانية للمحترفين (اليابانية)
- يوتو ساشينامي على موقع قاعدة بيانات كرة القدم.إي يو (الإنجليزية)
- يوتو ساشينامي على موقع Soccerway.com (الإنجليزية)
- يوتو ساشينامي على موقع عالم كرة القدم.نت (الإنجليزية)